# Arisaema tengtsungense
Arisaema tengtsungense är en kallaväxtart som beskrevs av Hen Li. Arisaema tengtsungense ingår i släktet Arisaema och familjen kallaväxter. Inga underarter finns listade.